# Pristimantis ashaninka
Pristimantis ashaninka é uma espécie de anuro da família Craugastoridae. É encontrada na Floresta de Proteção Pui Pui, no centro do Peru. Possui de 23 a 26 milímetros de comprimento, e é caracterizado por conter pequenos tubérculos cônicos na pele, dando uma aparência espinhosa, e por não ter membrana timpânica. A espécie foi descrita em 2017 após análises morfológicas e genéticas e foi nomeada Pristimantis ashaninka em homenagem ao povo indígena Asháninka, que vive nas regiões próximas à floresta de proteção. A espécie foi catalogada pela União Internacional para a Conservação da Natureza como espécie pouco preocupante. Ainda não se possui informações sobre seu comportamento e/ou reprodução, mas supõe-se que os girinos tenham desenvolvimento direto, devido isso ser uma característica comum do género.

## Taxonomia
A espécie foi descrita pelos herpetólogos Edgar Lehr e Jiří Moravec no dia 12 de janeiro de 2017 pela revista científica ZooKeys. Pela semelhança com outras espécies e de análises genéticas, foi possível identificar que a espécie pertencia ao género Pristimantis. Depois disso, foram feitos exames para se identificar a espécie, como análises morfológicas, de ADN e comparativas com outras espécies, e a partir dos dados obtidos foi possível se descobrir que se tratava de uma nova espécie. Então a espécie foi nomeada Pristimantis ashaninka em homenagem ao povo indígena Asháninka, que vive nas regiões peruanas de Huánuco, Junín, Pasco e Ucayali.

## Distribuição e conservação

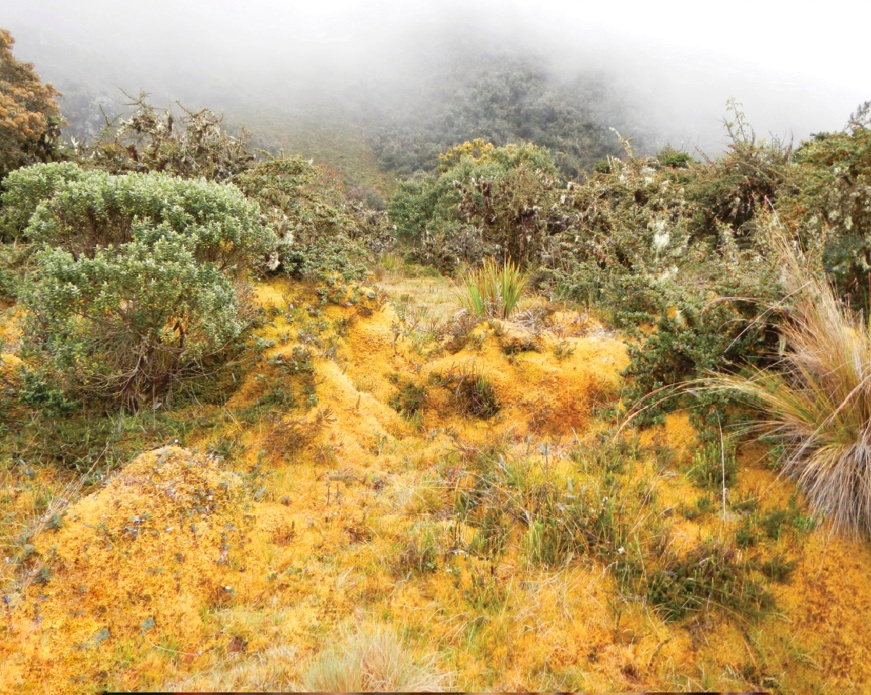
Vista de floresta montanhosa, na Floresta de Proteção Pui-Pui, onde a espécie é encontrada.

A espécie atualmente só é encontrada em um único local, no nordeste da Floresta de Proteção Pui Pui, a 18 quilômetros da cidade de Satipo, no Peru. O local possui um vale por onde passa o Rio Bravo, com altitudes entre 1 700 e 1 800 metros e tendo em volta do vale encostas montanhosas cobertas por florestas primárias com quinze a vinte metros de altura, onde bromélias, samambaias e musgos são abundantes. A temperatura varia entre os 6 e 15°C, sendo caracterizado por um clima frio e húmido. É comum encontrar no local várias espécies de anfíbios e répteis, sendo várias que foram descritas recentemente, como a rã-de-borracha-de-attenborough (Pristimantis attenboroughi). A espécie foi analisada pela União Internacional para a Conservação da Natureza (IUCN) como espécie pouco preocupante devido a não existir nenhuma ameaça significante ao seu habitat, que atualmente se encontra preservado, e pela probabilidade de possuir uma área de distribuição maior. Com a descoberta da espécie, são contabilizadas 130 espécies no género Pristimantis no Peru.

## Descrição
Mede entre 23,1 a 26,7 milímetros. Sua cabeça é ligeiramente mais estreita que o corpo, com este mais longo e mais largo. Não possui crista neural, e seu focinho é moderadamente longo, sendo subacumulado quando visto por cima e arredondado quando de lado. A distância entre o olho e narina é 77% do diâmetro do olho, tendo a narina numa protuberância estreita, direcionadas para o dorso e para a lateral. O canthus rostralis é razoavelmente longo, sendo arredondado quando visto de lado e ligeiramente côncavo quando visto por cima. Possui vários tubérculos, inclusive em cima das pálpebras. A dobra supratimpânica é pequena e clara, estendendo até a pálpebra, e não possui membrana timpânica. Sua coana é pequena e oval.
O dorso possui uma grande mancha marrom-avermelhado em formato de ampulheta, com as bordas arredondadas marrom creme na lateral. Possui duas marcas escuras marrom-acinzentadas na região sacral, delimitando a região da ampulheta. A parte superior das pernas dianteiras são marrom-creme, e as traseiras são marrom-avermelhadas, com exceção dos discos, que são marrom-creme. A garganta, o papo, as patas e a barriga são acinzentados e a íris é cor de bronze, com pequenas manchas pretas.
Não há diferenças expressivas entre os machos e as fêmeas, obedecendo os padrões de cores da espécie. Já os filhotes e indivíduos jovens possuem algumas diferenças, com os tubérculos mais evidentes, e com a pele na parte dorsal mais escura, com a cor da garganta variando do preto ao cinza.
A espécie é diferenciada das outras do género por possuir tubérculos sobre a pele do dorso, dando a aparência de ser espinhosa, pela ausência da membrana timpânica e pelos pontos pontos pretos na íris. Das espécies mais parecidas se destacam a Pristimantis lirellus, Pristimantis martiae e Pristimantis rhabdocnemus, mas também se difere destes por ser maior.